# Mässmogge
Les Mässmogge (ou Mässmocke, Messmocken) sont des bonbons bicolores et rayés, de la longueur d’un doigt, fourrés d’une pâte de noisettes et principalement consommés pendant la Basler Herbstmesse (foire d'automne).

## Étymologie
Mäss signifie « messe/foire », et mocke signifie « gros morceau ».

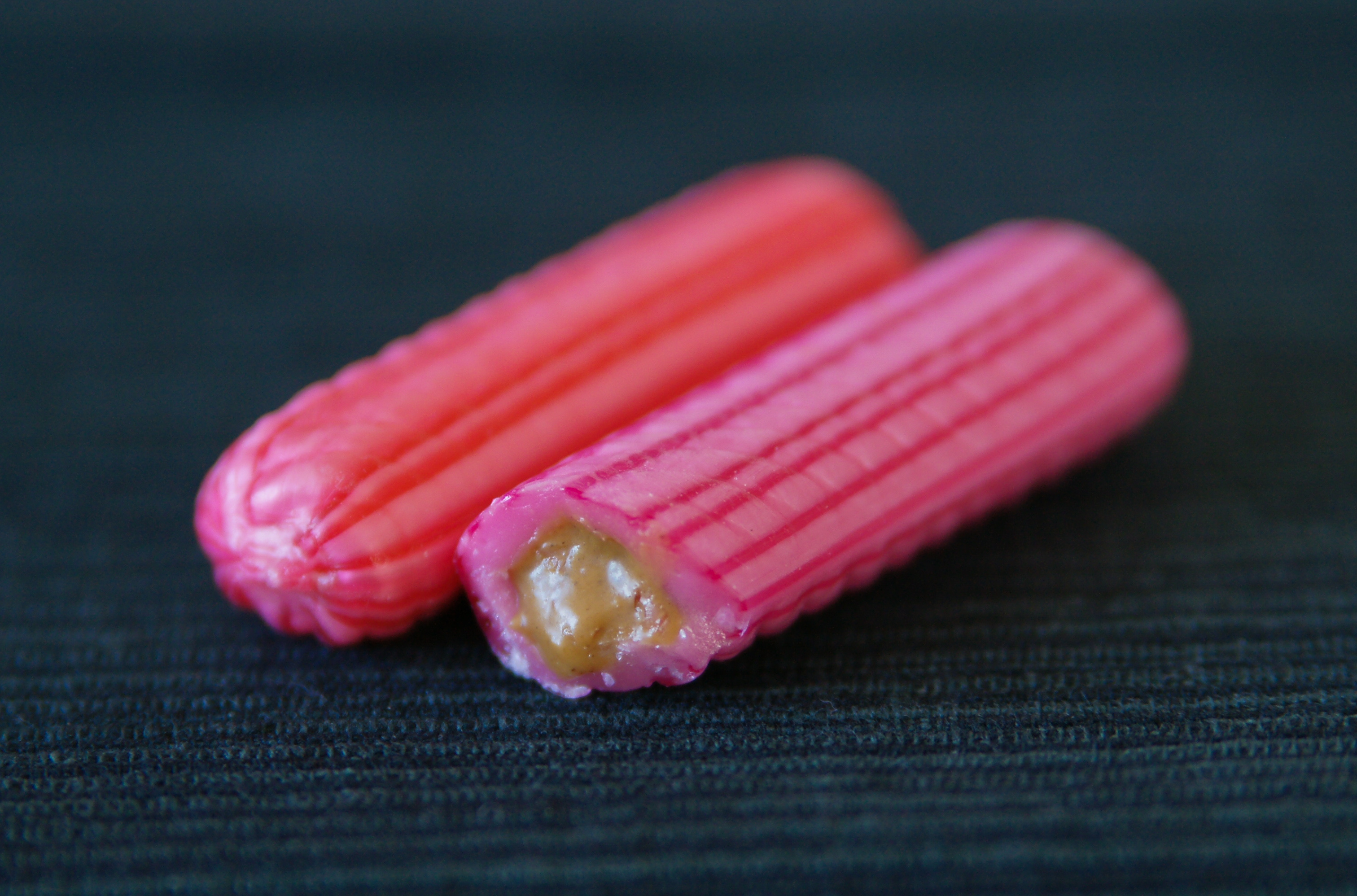
Vue du fourrage à la noisette.

## Histoire
Dans les années 1860, des confiseurs venus de France ont proposé des bâtonnets en sucre candi (en) qui rencontrèrent un vif succès à une époque où les colorants alimentaires commençaient à être découverts. Vers 1900, un autre confiseur français, Leonz Goldinger, a amélioré le Glasmögge en le fourrant d’une pâte à base de noisettes.